# Lanquais
Lanquais is een gemeente in het Franse departement Dordogne (regio Nouvelle-Aquitaine) en telt 496 inwoners (2005). De plaats maakt deel uit van het arrondissement Bergerac.

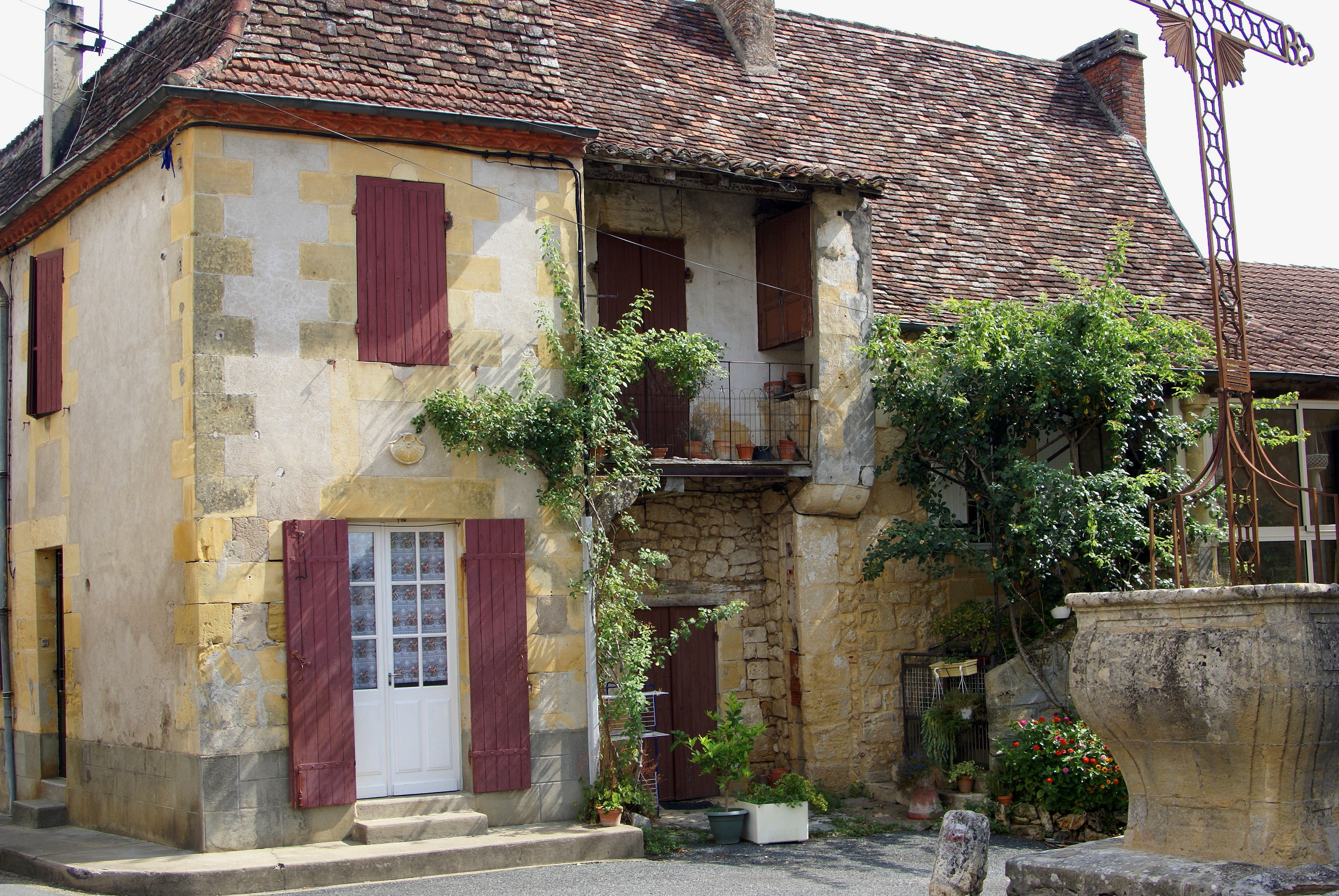
Het huis links van de kerk te Lanquais

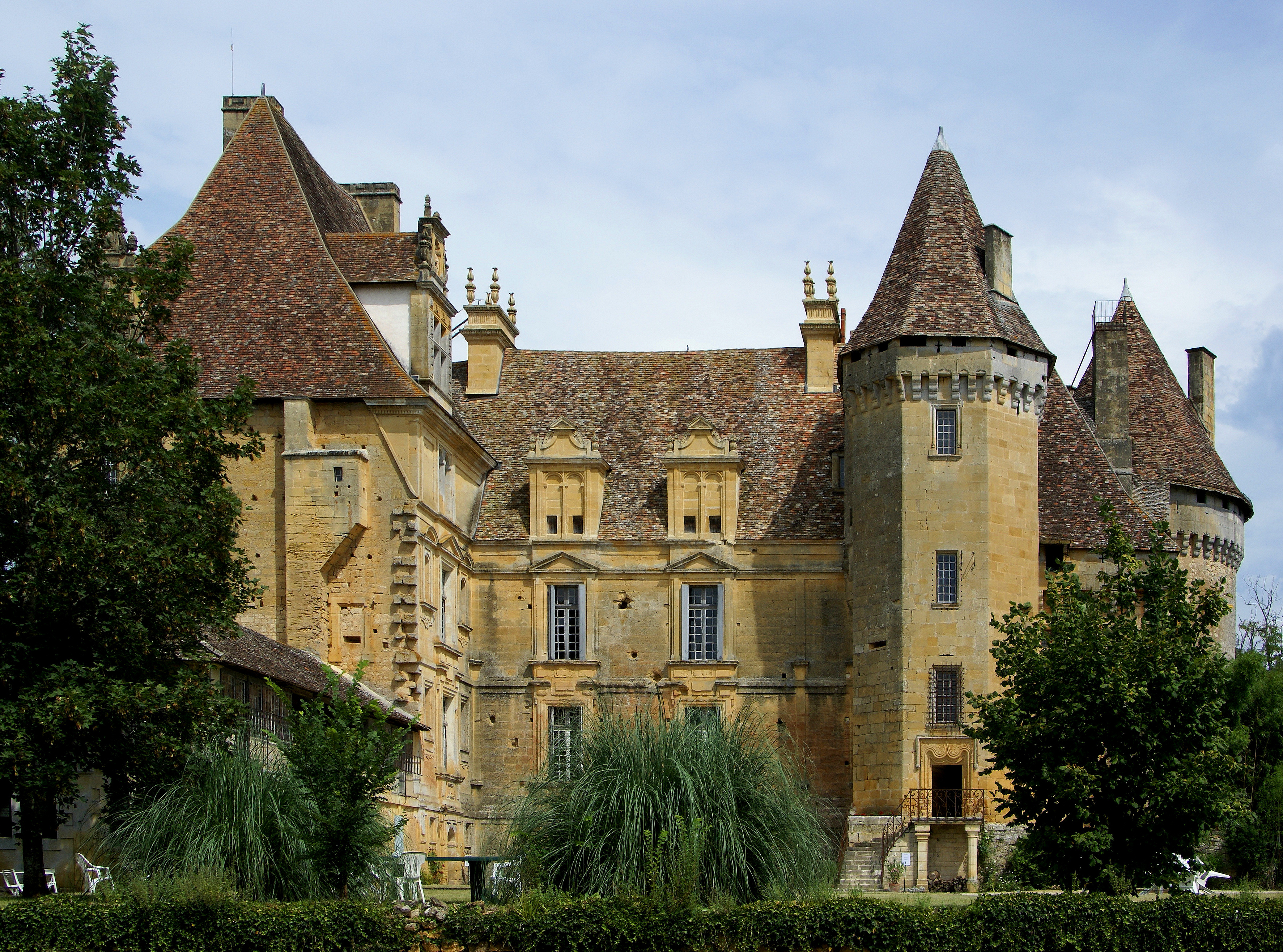
Het kasteel van Lanquais

## Geografie
De oppervlakte van Lanquais bedraagt 14,6 km², de bevolkingsdichtheid is 34,0 inwoners per km².
De onderstaande kaart toont de ligging van Lanquais met de belangrijkste infrastructuur en aangrenzende gemeenten.

## Demografie
Onderstaande figuur toont het verloop van het inwonertal (bron: INSEE-tellingen).